# Comté de Macon (Missouri)
Pour les articles homonymes, voir Comté de Macon.
Le comté de Macon est un comté des États-Unis, situé dans l'État du Missouri.
Il doit son nom à Nathaniel Macon, révolutionnaire et parlementaire américain du XVIIIe siècle.